# Kastellaun
Kastellaun é uma cidade da Alemanha localizado no distrito de Rhein-Hunsrück, estado da Renânia-Palatinado.
É membro e sede do Verbandsgemeinde de Kastellaun.